# Кем Стюарт
Кемерон Стюарт (англ. Cameron G. Stewart, нар. 18 вересня 1971, Кіченер) — канадський хокеїст, що грав на позиції крайнього нападника.

## Ігрова кар'єра
Професійну хокейну кар'єру розпочав 1993 року.
1990 року був обраний на драфті НХЛ під 63-м загальним номером командою «Бостон Брюїнс».
Протягом професійної клубної ігрової кар'єри, що тривала 9 років, захищав кольори команд «Бостон Брюїнс», «Флорида Пантерс» та «Міннесота Вайлд».
Усього провів 202 матчі в НХЛ, включаючи 13 ігор плей-оф Кубка Стенлі.